# كفر مساعد
قرية كفر مساعد هي إحدى القرى التابعة لمركز إيتاي البارود في محافظة البحيرة في جمهورية مصر العربية. حسب إحصاءات سنة 2006، بلغ إجمالي السكان في كفر مساعد 8201 نسمة، منهم 4254 رجل و3947 امرأة.